# Sicyopterus cynocephalus
Sicyopterus cynocephalus är en fiskart som först beskrevs av Valenciennes, 1837.  Sicyopterus cynocephalus ingår i släktet Sicyopterus och familjen smörbultsfiskar. IUCN kategoriserar arten globalt som otillräckligt studerad. Inga underarter finns listade i Catalogue of Life.